# Janina Adamczyk
Janina Adamczyk (ur. 3 marca 1911 w Krakowie, zm. 30 lipca 2013 tamże) – polska chemiczka i wynalazczyni, autorka tarcz do cięcia i szlifowania metali, metody produkcji kleju w tubce i wielu środków chemicznych.

## Życiorys
Janina Adamczyk urodziła się w 1911. Kilka miesięcy później zmarła jej matka, a w 1916 ojciec zginął na wojnie. Po śmierci rodziców trafiła na wychowanie do ciotki oraz wuja. Przed wybuchem II wojny światowej ukończyła studia na Wydziale Chemii Uniwersytetu Jagiellońskiego, tam poznała się m.in. z Józefem Cyrankiewiczem i Edwardem Ochabem.
Jeszcze w 1939 wstąpiła do Związku Walki Zbrojnej w randze podporucznika i została kurierem Komendy Głównej, wożącym pieniądze i broń. W marcu 1941 została aresztowana i wraz z rodziną trafiła do więzienia na Montelupich, potem do obozu koncentracyjnego Ravensbrück. W obozie więźniarki były poddawane eksperymentom pseudomedycznym, m.in. Adamczyk miała wstrzyknięte wszy z tyfusem. W obozie doczekała końca wojny, po wyzwoleniu wróciła do Krakowa na piechotę.
Po wojnie pracowała do końca lat 50. XX wieku w Krakowskim Przedsiębiorstwie Aptek, przygotowując leki dla aptek i nadzorując ich produkcję w aptekach. Nie była prześladowana za działalność w ZWZ, nie była jedynie awansowana. W latach 60. przeniosła się do Zjednoczonych Zakładów Chemii Gospodarczej Inco, do laboratorium kontroli jakości, gdzie jej zadaniem jest śledzenie mediów zachodnich i doskonalenie formuł produktów. W czasie pracy w Inco opracowała szereg nowych produktów, m.in. pastę do podłóg w emulsji, niewymagającą ogrzewania w wodzie, w przeciwieństwie do past tradycyjnych. Jest także autorką pomysłu sprzedaży past do butów w tubkach. Adamczyk opracowała też pastę ścierną „Automax” do renowacji lakierów samochodowych i kleje w tubkach, na potrzeby produkcji których uruchomiono nowy zakład. Opracowała także tarcze do szlifowania i cięcia metali na szlifierkach, za co dostała Nagrodę Państwową I stopnia.
W latach 60. w Inco powstał też płyn do mycia naczyń „Ludwik”. Kwestia autorstwa formuły tego środka nie jest jasna. W powszechnej opinii autorką projektu jest Janina Adamczyk. „Ludwik” powstał wkrótce po rozpoczęciu przez nią pracy, ale zaczął powstawać nie w krakowskim zakładzie, a w Górze Kalwarii (1964). Patent na środek uzyskali inżynierowie z zakładu w Górze Kalwarii – Hanna Majchert i Zbigniew Korda. Sama Adamczyk nigdy nie wypowiedziała się na temat autorstwa formuły „Ludwika”.
Nie uzyskała jednak żadnego patentu, gdyż wszystkie stały się własnością zatrudniających ją zakładów, Adamczyk za swoje wynalazki otrzymywała natomiast premie od pracodawcy.
Pod koniec XX wieku zamieszkała w domu pomocy społecznej.
Miała syna Jerzego (ur. 1947).

## Odznaczenia i wyróżnienia
- Laureatka Nagrody Państwowej I stopnia[3].